# تپه گورستان شنگان
تپه قبرستان شنگان مربوط به دوره اشکانیان است و در شهرستان ازنا، بخش مرکزی، دهستان پاچه لک غربی، ۱۵۰ متری شمال روستای شنگان واقع شده و این اثر در تاریخ ۷ اسفند ۱۳۸۶ با شمارهٔ ثبت ۲۱۳۲۶ به‌عنوان یکی از آثار ملی ایران به ثبت رسیده است.